# KWordQuiz
KWordQuiz — программа для изучения новой лексики. Входит в пакет образовательных программ KDE Education Project. Распространяется согласно GNU General Public License.
Программа предоставляет пользователю возможность создания собственных словарей для изучения. KWordQuiz является KDE-версией программы WordQuiz.